# Onjali Q. Raúf
Onjali Q. Raúf (nascuda el febrer de 1981) és una escriptora anglesa i fundadora de l'ONG Making Herstory, una organització de drets de la dona que aborda l'abús i el tràfic de dones i nenes al Regne Unit i altres països.

## Trajectòria
La seva primera novel·la publicada per Orion Children's Books, The Boy at the Back of the Class, es basa en la seva pròpia experiència lliurant combois d'ajuda d'emergència per a famílies de refugiats que sobreviuen a Calais i Dunkerque. Inspirada per una mare i un bebè sirians que va trobar en un camp de refugiats de Calais, retrata la crisi dels refugiats a través dels ulls d'un nen. Va ser guanyadora del premi Blue Peter Book Award 2019, i del Waterstones Children's Book Prize 2019, i va ser nominada pel  Carnegie Medal Children's Book Award.
En el mateix any també va ser preseleccionada per al Premi Jhalak al Llibre de l'Any per un Escriptor de Color, i pel seu autor pioner en els Premis dels lectors BAMB (Books Are My Bag) Reader´s Awards. El seu segon llibre The Star Outside My Window va cobrir l'esperança i la resiliència enfront de la violència domèstica a través dels ulls innocents d'una nena de deu anys. A més d'escriure en publicacions com The Guardian, també és col·laboradora del programa BBC Radio 2 Pause For Thought.
El desembre de 2019 va parlar sobre "Per què els nens són la nostra esperança més poderosa per al canvi" en l'esdeveniment TEDxLondonWomen.
L'any 2020 ha publicat dos llibres: The Day We Met The Queen: World Book Day 2020 que parla dels refugiats i ha estat triat per ser un dels World Book Day i The Night Bus Hero, on parla de la vida dels sense llar a una gran ciutat.

## Obra
- 2018 - The Boy at the Back of the Class.
- 2019 - The Star Outside my Window.
- 2020 - The Day We Met The Queen: World Book Day 2020
- 2020 - The Night Bus Hero

## Reconeixements
- Premi Blue Peter Book 2019, categoria Millor història: El nen al final de la classe.[17]
- Premi del Llibre Infantil Waterstones 2019, Ficció més jove i Guanyador general: The Boy at the Back of the Class.[18]
- Raúf va ser nomenada com una de les 100 Dones de la BBC, una llista de 100 dones inspiradores i influents de tot el món, de l'any 2019.[19]